# Rödfläckig bägarlav
Rödfläckig bägarlav (Cladonia norvegica) är en lavart som beskrevs av Tor Tønsberg och Håkon Holien. Rödfläckig bägarlav ingår i släktet Cladonia, och familjen Cladoniaceae. Enligt den finländska rödlistan är arten nära hotad i Finland. Arten är reproducerande i Sverige. Artens livsmiljö är naturmoskogar.